# اس‌اس کرتولش
اس‌اس کرتولش (به انگلیسی: SS Kurtuluş) یک کشتی بود که طول آن ۷۵٫۵ متر (۲۴۷ فوت ۸ اینچ) بود. این کشتی در سال ۱۸۸۳ ساخته شد.